# Macrocentrus incompletus
Macrocentrus incompletus är en stekelart som beskrevs av Muesebeck 1932. Macrocentrus incompletus ingår i släktet Macrocentrus och familjen bracksteklar. Inga underarter finns listade i Catalogue of Life.